# Centrolene acanthidiocephalum
Centrolene acanthidiocephalum là một loài ếch thuộc họ Centrolenidae.
Đây là loài đặc hữu của Colombia.
Môi trường sống tự nhiên của chúng là subtropical hoặc tropical moist montane forests và sông ngòi. Tình trạng bảo tồn của nó hiện chưa đủ thông tin.